# Spanischer Kolonialstil
Die Spanish Colonial Revival-Architektur (englisch: Spanish Colonial Revival Architecure) war ein amerikanischer Baustil des frühen 20. Jahrhunderts, der in den Bundesstaaten Kalifornien und Florida als regionale, historisierende Architektur entstand. Dieser Begriff, der eine Reihe von architektonischen Wiederbelebungsstilen umfasst, die sowohl auf der spanischen Kolonialarchitektur als auch auf der spanischen Architektur im Allgemeinen beruhen.
Diese Stile erlebten ihre Blütezeit in ganz Amerika, insbesondere in den ehemaligen spanischen Kolonien von Kalifornien bis Argentinien. Die Architektur basierte auf spanisch-kolonialen Bauten in der Neuen Welt. Merkmale und Elemente dieses Baustils wurden wiederentdeckt und erneuert. Außerdem baute sie auf der mediterranen und der Mission-Revival-Architektur auf, die im späten 19. Jahrhundert entstanden waren. Der große Erfolg von Helen Hunt Jacksons Roman "Ramona" aus dem Jahr 1884 und die Eröffnung des Panamakanals im Jahr 1914 trugen zur Entstehung des "Spanish Colonial Revival-Stils" bei. Während der Panama-Kalifornien-Ausstellung 1915 in San Diego, bei der die Arbeit des Architekten Bertram G Goodhue hervorgehoben wurde, nahm der neue Baustil seine endgültige Form an und erlangte landesweite Bekanntheit. Vor allem in Kalifornien erfreute er sich zwischen 1915 und 1931 größter Beliebtheit.

## Prominente Architekten
- Addison Mizner
- Bertram Goodhue (1869–1924), US-amerikanischer Architekt und Illustrator
- Carleton Winslow
- Edwin Lewis Snyder
- Elmer Grey
- George Washington Smith
- James Gamble Rogers II
- John Byers
- Julia Morgan (1872–1957), US-amerikanische Architektin
- Kiehnel and Elliott
- Lutah Maria Riggs (1896–1984), US-amerikanische Architektin
- Mary Colter (1869–1958), US-amerikanische Architektin
- Maurice Fatio
- Reginald Johnson
- Richard Requa
- Roy Place
- Wallace Neff
- William Templeton Johnson